# Адалберто Пеняранда
Адалберто Пеняранда е венецуелски футболист, нападател, играч на колумбийския  Атлетико Букараманга.

## Юношески години
Роден е в Ел Вихия, Венецуела. Започва да тренира в школата на Депортиво Ла Гуаира. Дебютира в първенството на Венецуела на 11 август 2013 г. при загубата с 1:3 от Депортиво Тачира. Първият си гол бележи на 23 февруари 2014 при загубата с 1:4 от ФК Каракас. През същата година печели Купата на Венецуела с тима си.

## Професионална кариера

### Между отборите на Поцо
През лятото на 2015 г. подписва с италианския Удинезе, собственост на Джампаоло Поцо. Даден е веднага под наем на Гранада, който също се притежава от Поцо. Дебютира на 22 ноември 2015 г. при загубата от Атлетик Билбао, като става най-младият играч в историята на тима. Бележи първите си два гола на 12 декември 2015 при победата с 2:1 като гост над Леванте и се превръща в най-младия футболист, отбелязал два гола в Ла Лига, като изпреварва Лео Меси. През зимната пауза парафира с Уотфорд, също част от фамилията Поцо. През пролетта остава да играе под наем в Гранада, а на 11 юли 2016 е изпратен да се обиграва в Удинезе. След това последователно е отдаван под наем на Малаги и Юпен.

### ЦСКА
На 5 октомври 2020 г. е даден под наем на ЦСКА заедно със съотборника си Джером Синклер. Завоюва Купата на България за сезон 2020/21.

### Лас Палмас
На 12 юли 2021 г. се завръща в Испания, след като е отдаден под наем за един сезон на Лас Палмас.

## Национален отбор
Играе 2 мача за националния отбор на Венецуела до 17 години. През 2014 е част от националния отбор на Венецуела до 20 години, като участва на Световното първенство по футбол до 20 години, проведено в Тунис, като стига до сребърните медали. Изиграва общо 8 мача и вкарва 2 гола за формацията до 20 години. Дебютира за първия състав на Венецуела на 25 март 2016 в мач срещу Перу и играе общо 15 мача за тима, като участва и на Копа Америка през 2016 в САЩ.

## Успехи
ЦСКА (София)
- Купа на България (1): 2020/21